# Эмеран, Ноам
Ноам Фритц Эмеран (фр. Noam Fritz Emeran; род. 24 сентября 2002, Паре-ле-Моньяль, метрополия Франции) — французский футболист, вингер нидерландского клуба «Гронинген».

## Клубная карьера
Эмеран — воспитанник клубов «Энтенте» и «Амьен». В 2019 году игрок подписал контракт с английским «Манчестер Юнайтед», где выступал за молодёжный состав. Летом 2023 году Эмеран перешёл в нидерландский «Гронинген», подписав соглашение на четыре года. 27 августа в матче против «Виллема» он дебютировал в Эрстедивизи. По итогам сезона игрок помог клубу выйти в элиту. 14 сентября 2024 года в матче против «Фейеноорда» он дебютировал в Эредивизи.

## Личная жизнь
Имеет руандийское происхождение.